# Neuroleptanalgesie
Die Neuroleptanalgesie (älter auch Neurolept-Analgesie) ist eine seit ihrer Einführung im Jahr 1959 durch die belgischen Anästhesisten Joris de Castro und Paul Mundeleer praktizierte Sonderform der Analgesie, bei der ein hochpotentes schnellwirkendes Neuroleptikum (z. B. Droperidol, in der Tiermedizin vor allem Acepromazin) in Kombination mit einem hochwirksamen Schmerzmittel (meist Fentanyl, in der Tiermedizin Levomethadon) einen narkoseähnlichen Zustand ohne eigentliche Narkotika erzeugt. Im Unterschied zur Narkose befindet sich der Patient jedoch nicht in tiefer Bewusstlosigkeit, sondern ist lediglich stark sediert bei erheblich reduziertem Schmerzempfinden. Vorteil dieser, eine Alternative zur Inhalationsnarkose darstellende, Kombination ist die gegenseitige Verstärkung der schmerzstillenden und sedativen Wirkung bei Abschwächung der Brechreiz- und vagusstimulierenden Wirkung des Schmerzmittels. Nachteilig ist vor allem der starke Blutdruckabfall.

## Geschichtliches
In den 1940er Jahren erfanden zwei Wissenschaftler den lytischen Cocktail. Dieser Cocktail bestand aus: Chlorpromazin, Promethazin und Pethidin. Die Wirkung dieses Cocktails nannten sie Neuroplegie. Die belgischen Anästhesisten Mundeleer und de Castro schlugen dann 1959 eine Kombination eines Neuroleptikums aus der Butyrophenonreihe mit einem starken, zentral wirkenden Analgetikum vor, wofür von etwa 1960 bis 1980 Droperidol (genannt auch Dehydrobenzperidol) und Fentanyl verwendet wurden, später Benzodiazepine (Sedativa mit hypnotischer Wirkung wie Flunitrazepam, Lormetazepam und Midazolam) mit zunächst Alfentanil, dann Sufentanil.

## Indikationen
Die Neuroleptanalgesie kann bei Eingriffen genutzt werden, die keine tiefe Bewusstlosigkeit erforderlich machen.

## Kontraindikationen
Bei folgenden Faktoren gilt die Neuroleptanalgesie als kontraindiziert:
- Parkinson-Krankheit[3]
- Anwendung von MAO-Hemmer[3]
- Drogenabhängigkeit[3]
- Alkoholabhängigkeit[3]

## Neuroleptanästhesie
Bei größeren Operationen konnte mit der Neuroleptanalgesie jedoch keine ausreichende Hypnose erreicht werden, deshalb wurde Lachgas als zusätzliches Hypnotikum hinzugefügt.
Die Neuroleptanalgesie bzw. Neuroleptanästhesie wird in der Humanmedizin heute kaum mehr eingesetzt, sie wurde ab 1968 modifiziert. So wurde das Neuroleptikum durch Benzodiazepine wie Diazepam (Valium) ersetzt. Sobald die Neuroleptanalgesie mit Lachgas ergänzt wird, spricht man von einer Neuroleptanästhesie. Die Neuroleptanästhesie (oder Neurolept-Anästhesie, kurz NLA) wurde ursprünglich ebenfalls als Neurolept-Analgesie bezeichnet. Bei der Kombination von Lachgas und Droperidol wird, in den meisten Fällen, eine ausreichende Bewusstlosigkeit erreicht. Trotzdem war diese Art von Narkose oft zu schwach, weshalb manche Patienten intraoperativ wach wurden. Deshalb wird sie nur noch in speziellen Fällen genutzt (siehe Indikationen).